# SV Blau-Weiß 90 Neustadt (Orla)
SV Blau-Weiß 90 Neustadt (Orla) is een Duitse voetbalclub uit Neustadt an der Orla, Thüringen.

## Geschiedenis
De club werd op 9 juni 1949 opgericht als ZBSG Blauweiß Neustadt. Op 4 december moest Blauweiß uit de clubnaam gehaald worden omdat dit verwees naar de burgerlijke sportverenigingen die taboe geworden waren in de DDR. De club speelde in de Thüringse Landesliga van 1949 tot 1952 en werd dan opgeheven. Op 28 april 1952 werd dan BSG Motor Neustadt opgericht dat mocht starten in de nieuwe Bezirksliga Gera. Hier speelde de club tot 1965 en werd dan een liftploeg tussen de Bezirksklasse en Bezirksliga. Tussen 1975 en 1982 speelde Motor acht jaar lang terug in de Bezirksliga. Daarna ging de club weer op en neer en vanaf 1987 bleef de club in de Bezirksklasse.
Na de Duitse hereniging werd in 1990 de huidige naam aangenomen. De club ging nu in de Bezirksliga Thüringen spelen die toen nog maar de zevende klasse was van gezamenlijk Duitsland. In 1995 promoveerde de club naar de Landesklasse, waar door de herinvoering van de Regionalliga nu de zevende klasse was. In 2010 promoveerde de club naar de Landesliga, waar de club tot 2015 speelde. 